# Techumbre

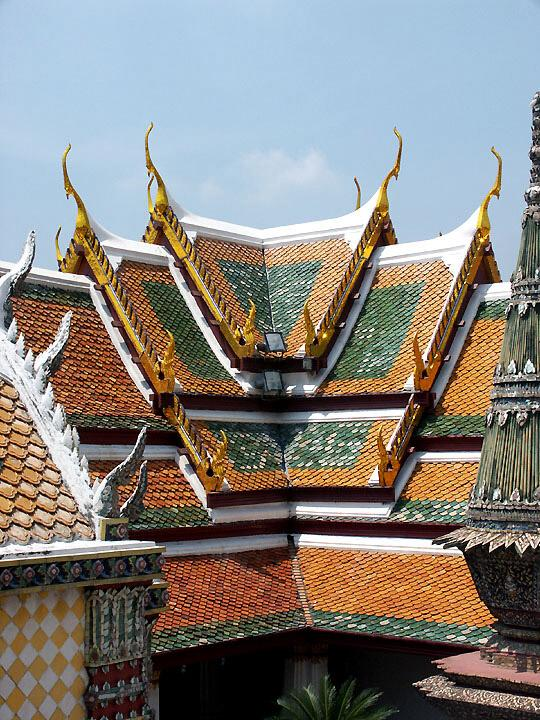
Una techumbre.

Se denomina techumbre al conjunto de elementos que conforman la parte superior de una edificación, que la cubre y cierra. Se compone, habitualmente, de un sistema de vigas y viguetas que soportan un "tablero", de pendiente y materiales diversos, y una cubierta, para canalizar las aguas pluviales.

## Partes de la techumbre
El conjunto de vigas, viguetas y tablero constituyen la estructura.
- Vigas o estructura principal
- Viguetas y correas o estructura secundaria

La cubierta es la parte exterior de la techumbre del edificio. Si es de tejas se denomina:
- Tejado: el conjunto de tejas que cubren la techumbre.
- La parte de la cubierta que sobresale sobre el muro recibe el nombre de alero o tejaroz.
- La cubierta de forma cónica se denomina de pabellón.
- Si es elevada, piramidal o cónica, sobre una torre, se denomina chapitel.
- Cuando ofrece dos únicas vertientes y muy inclinadas sobre una torre, se denomina albardilla.

El techo es el paramento superior interior de las habitaciones, el cual si es alto, se denomina también techumbre.
- Si consta de maderas labradas y entrecruzadas de estilo arábigo se denomina alfarje.
- Si tiene forma de artesa (como las de amasar la masa de pan), adornada o no con casetones de madera labrada, constituye el artesonado.

El terrado, terrao o ajarafe es la cubierta exterior plana y casi horizontal con antepecho o balaustrada.